# John Draper
John Draper (født 11. marts 1944) er en amerikansk phone phreak. Han kendes også under navnet "Captain Crunch", som kommer fra det amerikanske morgenmadsprodukt Cap'n Crunch, da det var fra en pakke af dette, han fik en legetøjsfløjte, som han opdagede kunne snyde det amerikanske telefonnet, og derved foretage opkald gratis.
Tonen, der blev spillet i fløjten, var på 2600 Hz, og tallet 2600 bruges i dag i hacker-subkulturen.
John Draper blev i 1972 dømt for at have snydt telefonselskabet.
Han var kortvarigt ansat i Apple, og arbejder i dag i softwarebranchen. Han udviklede det første tekstbehandlingsprogram til Apple, kaldet EasyWriter.